# Беату, Аффонсу
Аффонсу Энрикес Феррейра Беату (порт.-браз. Affonso Henriques Ferreira Beato; род. 13 июля 1941, Рио-де-Жанейро) — бразильский и американский кинооператор.

## Биография
Окончил Национальную школу изобразительного искусства. Член Американского общества кинооператоров и Бразильского общества кинооператоров. С 1970 года живёт в США.

## Избранная фильмография
- 1969: O Dragão da Maldade contra o Santo Guerreiro (Antonio das Mortes) (Глаубер Роша)
- 1971: La tierra prometida (Мигель Литтин)
- 1974: Hot Times (Джим Макбрайд)
- 1981: Documenteur (Аньес Варда)
- 1985: Além da Paixão (Бруну Баррету)
- 1986: The Big Easy (Джим Макбрайд)
- 1989: Огненные шары/ Great Balls of Fire! (Джим Макбрайд)
- 1993: Не тот/ The Wrong Man (Джим Макбрайд)
- 1994: Фламандская доска/ Uncovered (Джим Макбрайд)
- 1995: Цветок моей тайны/ La flor de mi secreto (Педро Альмодовар)
- 1996: Cinco Dias, Cinco Noites (Жозе Фонсека-и-Кошта, премия КФ в Грамаду)
- 1997: The Informant (Джим Макбрайд)
- 1997: Живая плоть/Carne trémula (Педро Альмодовар)
- 1999: Всё о моей матери/ Todo sobre mi madre (Педро Альмодовар, номинация на премию Гойя, номинация на Золотую лягушку МКФ операторов в Лодзи)
- 1999: Orfeu (Карлус Диегис, Главная премия бразильского кино, премия Ассоциации кинокритиков Сан-Паулу)
- 2001: Мир призраков/ Ghost World (Терри Цвигофф)
- 2003: Deus É Brasileiro (Карлус Диегис, номинация на Главную премию бразильского кино)
- 2003: Вид сверху лучше/ View from the Top (Бруно Баррету)
- 2005: Тёмная вода/ Dark Water (Вальтер Саллес)
- 2005: Королева/ The Queen (Стивен Фрирз)
- 2007: Любовь во время холеры/ Love in the Time of Cholera (Майк Ньюилл)
- 2008: Ночи в Роданте/ Nights in Rodanthe